# Sotin
Sotin is een plaats in de gemeente Vukovar in de Kroatische provincie Vukovar-Srijem. De plaats telt 969 inwoners (2001).